# Tailstrike

Tailstrike in seguito a richiamata troppo aggressiva

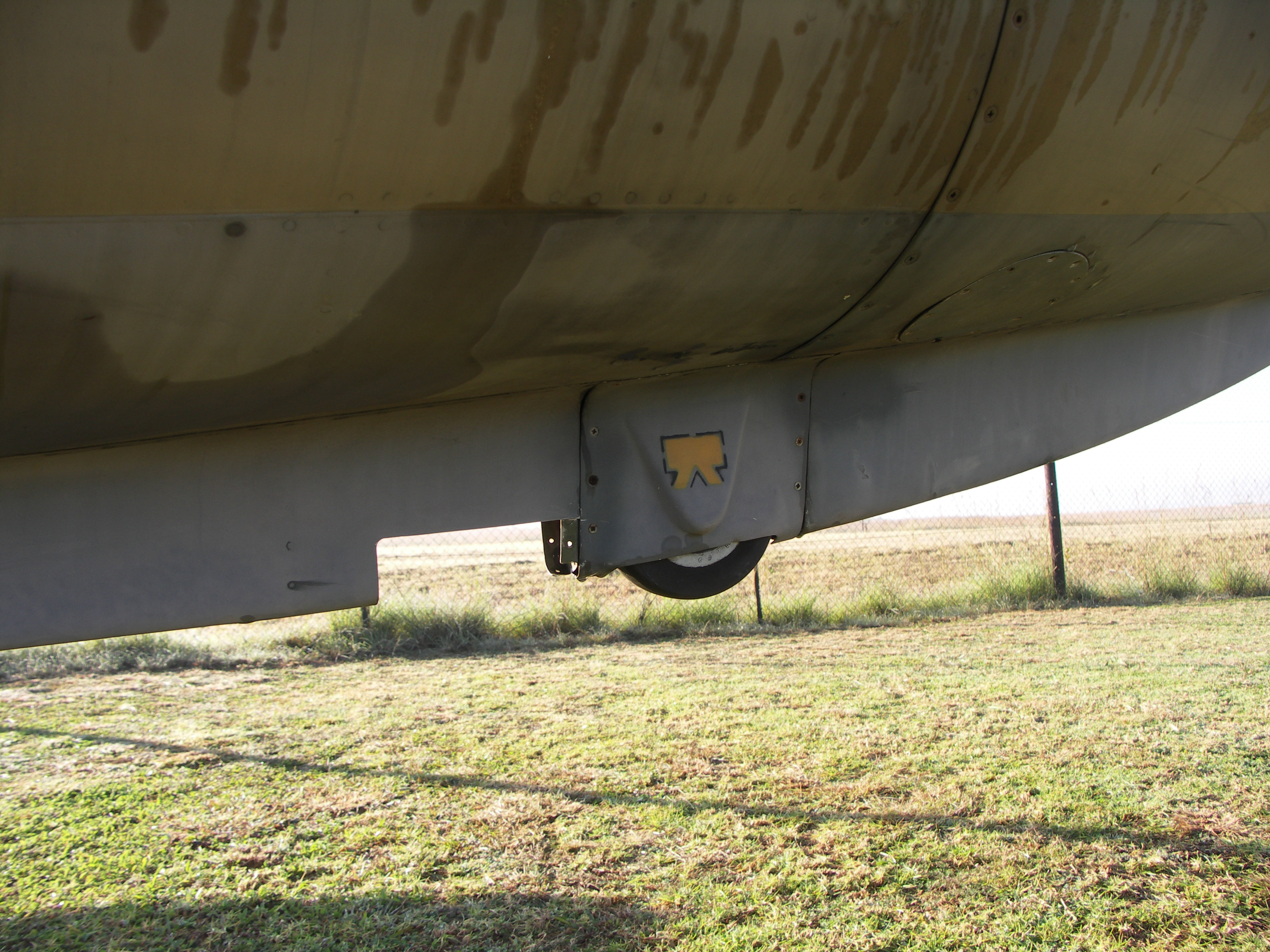
Il ruotino posteriore di un Aermacchi MB-326

Tailstrike è un termine aeronautico che indica un incidente nel quale la parte posteriore di un aereo tocca la pista. Questo può accadere durante il decollo se il pilota solleva troppo il muso dell'aereo facendo toccare la pista alla parte posteriore della fusoliera, oppure durante l'atterraggio se il pilota esegue una richiamata eccessiva nel tentativo di toccare terra il più vicino possibile alla soglia della pista.
Il tailstrike è fisicamente possibile solamente con aerei con carrello triciclo; con un carrello classico la coda è già a terra. Alcuni aerei con ala a delta, che richiedono un elevato angolo d'attacco durante il decollo, sono dotati di un piccolo ruotino posteriore per prevenire il tailstrike. Esempi di questo possono essere il Concorde e l'Aermacchi MB-326. Alcuni aerei, come il Diamond DA20, hanno un pattino fisso per proteggere la coda in caso di tailstrike, mentre su aerei in fase di collaudo possono essere montati pattini provvisori.
Generalmente il tailstrike non è un incidente pericoloso o che causa gravi danni all'aereo, ma può comunque comportare ispezioni e riparazioni molto costose; tuttavia, la riparazione impropria della cellula danneggiata può essere responsabile di incidenti mortali che si verificano anche a distanza di molti anni, come ad esempio l'incidente del volo China Airlines 611 e del volo Japan Airlines 123, a tutt'oggi (2024) l'incidente più grave che abbia coinvolto un singolo aereo.